# 木本苜蓿
木本苜蓿（学名：Medicago arborea）为豆科苜蓿属下的一个种。

## 扩展阅读
- 維基物種上的相關：木本苜蓿